# 安蒂洛普 (蒙大拿州)
安蒂洛普（英語：Antelope）是位於美國蒙大拿州謝里敦縣的普查規定居民點。

## 歷史
安蒂洛普的郵局自1910年營運至今。

## 人口
根據2020年美國人口普查的數據，安蒂洛普的面積為0.52平方千米，皆為陸地。當地共有人口74人，而人口密度為每平方千米142.31人。